# Інге III (король Норвегії)
Інге III Бардссон (давньоскан. Ingi Bárðarson, норв. Inge Bårdsson; нар. 1185 — пом. 1217) — король Норвегії з 1204 до 1217 року. Часто його також називають Інге II з огляду на невизнання біркебейнерами іншого Інге Магнуссона, який був представником баглерів.

## Біографія
Син Барда гуттормсона, норвезького лендрмана, та Цецилії, дочки Сверріра I, короля Норвегії. Після смерті королів Гокона III та гутторма I стало питання щодо спадкоємця трону. На нього претендували два зведені брати, сини Цецилії, дочки Сверріра I — ярл Гокон та Інге. При підтримці архієпископа Еріка Іварсона та значної частини селян новим королем у нідаросі було оголошено Інге.

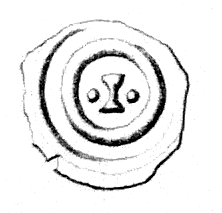
Печатка короля Інге II

Із самого початку він протистояв іншому короля Ерлінгу I, а згодом Філіппу I, лідерам баглерів, які оволоділи південною та західною частинами Норвегії. У володінні Інге III була північна частина з м. Нідарос. У ході війни 1204—1207 року східна Норвегія з містом берген багато разів переходила з рук у руки. Врешті-решт при посередництві Торі, архієпископа, та Ніколаса, єпископа Осло восени 1207 року було укладено у Квітсої мир між Інге III, його зведеним братом ярлом Гоконом та Пилипом I, очільником баглерів. Останні визнавали Інге III королем, навзаєм отримали частки країни. Втім цей договір практично не виконувався — Пилип I продовжував титулювати себе королев та використовувати королівську печатку, а ярл Гокон намагався скинути короля Інге III. У 1214 році останній придушив велике повстання проти своєї влади. У цьому ж році помер ярл Гокон, а король приєднав його володіння до своїх.
У 1217 році Інге III захворів та 23 квітня помер у Нідаросі, призначивши своїми спадкоємцями брата Скуле та небожа Гокона.

## Родина
- Позашлюбний син гутторм (1206 — д/н)